# Seznam ministrů průmyslu a obchodu České republiky
Seznam ministrů průmyslu a obchodu České republiky  představuje chronologický přehled osob, členů vlády České republiky, působících v tomto úřadu:

## Ministři průmyslu v rámci federace
| Pořadí | Portrét               | Ministr         | Funkční období  | Funkční období   | Funkční období | Strana | Strana                          | Vláda   |
| Pořadí | Portrét               | Ministr         | Nástup do úřadu | Opuštění úřadu   | Dny v úřadu    | Strana | Strana                          | Vláda   |
| ------ | --------------------- | --------------- | --------------- | ---------------- | -------------- | ------ | ------------------------------- | ------- |
| 1.     | Není dostupný portrét | František Čihák | 8. ledna 1969   | 29. září 1969    | 264            |        | KSČ                             | Rázl    |
| 2.     | Není dostupný portrét | Josef Šimon     | 29. září 1969   | 3. ledna 1971    | 461            | KSČ    | Kempný a Korčák                 |         |
| 3.     | Není dostupný portrét | Oldřich Svačina | 3. ledna 1971   | 19. května 1978  | 2693           | KSČ    | Kempný a Korčák                 |         |
| 3.     | Není dostupný portrét | Oldřich Svačina | 3. ledna 1971   | 19. května 1978  | 2693           | KSČ    | Korčák II.                      |         |
| 3.     | Není dostupný portrét | Oldřich Svačina | 3. ledna 1971   | 19. května 1978  | 2693           | KSČ    | Korčák III.                     |         |
| 4.     | Není dostupný portrét | Bohumil Urban   | 19. května 1978 | 18. června 1981  | 1126           | KSČ    | Korčák III.                     |         |
| 5.     | Není dostupný portrét | Miroslav Kapoun | 18. června 1981 | 18. června 1986  | 1826           | KSČ    | Korčák IV.                      |         |
| 6.     | Není dostupný portrét | Petr Hojer      | 18. června 1986 | 29. června 1990  | 1472           | KSČ    | Korčák, Adamec, Pitra a Pithart |         |
| 7.     | Není dostupný portrét | Jan Vrba        | 29. června 1990 | 2. července 1992 | 704            |        | nestraník                       | Pithart |
| 7.     | Není dostupný portrét | Jan Vrba        | 29. června 1990 | 2. července 1992 | 704            | OH     |                                 | Pithart |

## Ministři obchodu a cestovního ruchu v rámci federace
| Pořadí | Portrét               | Ministr           | Funkční období    | Funkční období    | Funkční období | Strana | Strana                          | Vláda |
| Pořadí | Portrét               | Ministr           | Nástup do úřadu   | Opuštění úřadu    | Dny v úřadu    | Strana | Strana                          | Vláda |
| ------ | --------------------- | ----------------- | ----------------- | ----------------- | -------------- | ------ | ------------------------------- | ----- |
| 1.     | Není dostupný portrét | Miloslav Kohoutek | 8. ledna 1969     | 29. září 1969     | 264            |        | KSČ                             | Rázl  |
| 2.     | Není dostupný portrét | Štěpán Horník     | 29. září 1969     | 9. prosince 1971  | 801            | KSČ    | Kempný a Korčák                 |       |
| 3.     | Není dostupný portrét | Josef Trávníček   | 9. prosince 1971  | 4. listopadu 1976 | 1792           | KSČ    | Kempný a Korčák                 |       |
| 3.     | Není dostupný portrét | Josef Trávníček   | 9. prosince 1971  | 4. listopadu 1976 | 1792           | KSČ    | Korčák II.                      |       |
| 4.     | Není dostupný portrét | Antonín Jakubík   | 4. listopadu 1976 | 18. června 1986   | 3513           | KSČ    | Korčák III.                     |       |
| 4.     | Není dostupný portrét | Antonín Jakubík   | 4. listopadu 1976 | 18. června 1986   | 3513           | KSČ    | Korčák IV.                      |       |
| 5.     | Není dostupný portrét | Josef Ráb         | 18. června 1986   | 28. března 1989   | 1014           | KSČ    | Korčák, Adamec, Pitra a Pithart |       |
| 6.     | Není dostupný portrét | Karel Erbes       | 28. března 1989   | 5. prosince 1989  | 252            | KSČ    | Korčák, Adamec, Pitra a Pithart |       |
| 7.     |                       | Vlasta Štěpová    | 5. prosince 1989  | 2. července 1992  | 940            |        | Korčák, Adamec, Pitra a Pithart | OF    |
| 7.     |                       | Vlasta Štěpová    | 5. prosince 1989  | 2. července 1992  | 940            | OH     | Pithart                         |       |

## Ministr průmyslu a obchodu v rámci federace
| Pořadí | Portrét | Ministr         | Funkční období   | Funkční období    | Funkční období | Strana | Strana | Vláda    |
| Pořadí | Portrét | Ministr         | Nástup do úřadu  | Opuštění úřadu    | Dny v úřadu    | Strana | Strana | Vláda    |
| ------ | ------- | --------------- | ---------------- | ----------------- | -------------- | ------ | ------ | -------- |
| 1.     |         | Vladimír Dlouhý | 2. července 1992 | 31. prosince 1992 | 182            |        | ODA    | Klaus I. |

## Ministři průmyslu a obchodu v rámci samostatné republiky
| Pořadí | Portrét               | Ministr           | Funkční období     | Funkční období     | Funkční období | Strana                         | Strana              | Vláda        |
| Pořadí | Portrét               | Ministr           | Nástup do úřadu    | Opuštění úřadu     | Dny v úřadu    | Strana                         | Strana              | Vláda        |
| ------ | --------------------- | ----------------- | ------------------ | ------------------ | -------------- | ------------------------------ | ------------------- | ------------ |
| 1.     |                       | Vladimír Dlouhý   | 1. ledna 1993      | 2. června 1997     | 1613           |                                | ODA                 | Klaus I.     |
| 1.     | Klaus II.             | Vladimír Dlouhý   | 1. ledna 1993      | 2. června 1997     | 1613           |                                | ODA                 |              |
| 2.     |                       | Karel Kühnl       | 2. června 1997     | 22. července 1998  | 415            | ODA                            | Klaus II.           |              |
| 2.     | Tošovský              | Karel Kühnl       | 2. června 1997     | 22. července 1998  | 415            | ODA                            |                     |              |
| 3.     |                       | Miroslav Grégr    | 22. července 1998  | 15. července 2002  | 1454           |                                | ČSSD                | Zeman        |
| 4.     |                       | Jiří Rusnok       | 15. července 2002  | 19. března 2003    | 247            | ČSSD                           | Špidla              |              |
| 5.     |                       | Milan Urban       | 19. března 2003    | 4. září 2006       | 1265           | ČSSD                           | Špidla              |              |
| 5.     | Gross                 | Milan Urban       | 19. března 2003    | 4. září 2006       | 1265           | ČSSD                           |                     |              |
| 5.     | Paroubek              | Milan Urban       | 19. března 2003    | 4. září 2006       | 1265           | ČSSD                           |                     |              |
| 6.     |                       | Martin Říman      | 4. září 2006       | 8. května 2009     | 977            |                                | ODS                 | Topolánek I. |
| 6.     | Topolánek II.         | Martin Říman      | 4. září 2006       | 8. května 2009     | 977            |                                | ODS                 |              |
| 7.     | Není dostupný portrét | Vladimír Tošovský | 8. května 2009     | 13. července 2010  | 431            |                                | nestraník nom. ČSSD | Fischer      |
| 8.     |                       | Martin Kocourek   | 13. července 2010  | 14. listopadu 2011 | 489            |                                | ODS                 | Nečas        |
| 9.     |                       | Martin Kuba       | 16. listopadu 2011 | 10. července 2013  | 602            | ODS                            |                     | Nečas        |
| 10.    |                       | Jiří Cieńciała    | 10. července 2013  | 29. ledna 2014     | 203            |                                | nestraník           | Rusnok       |
| 11.    |                       | Jan Mládek        | 29. ledna 2014     | 28. února 2017     | 1126           |                                | ČSSD                | Sobotka      |
| 12.    |                       | Bohuslav Sobotka  | 1. března 2017     | 4. dubna 2017      | 34             | ČSSD                           |                     | Sobotka      |
| 13.    |                       | Jiří Havlíček     | 4. dubna 2017      | 13. prosince 2017  | 253            | ČSSD                           |                     | Sobotka      |
| 14.    |                       | Tomáš Hüner       | 13. prosince 2017  | 27. června 2018    | 196            |                                | nestraník za ANO    | Babiš I.     |
| 15.    | Marta Nováková 2018   | Marta Nováková    | 27. června 2018    | 30. dubna 2019     | 307            | nestraník za ANO               | Babiš II.           |              |
| 16.    | Karel Havlíček 2019   | Karel Havlíček    | 30. dubna 2019     | 17. prosince 2021  | 962            | nestraník za ANO (do 2021) ANO | Babiš II.           |              |
| 17.    | Jozef Síkela 2023     | Jozef Síkela      | 17. prosince 2021  | 7. října 2024      | 1025           |                                | nestraník za STAN   | Fiala        |
| 18.    |                       | Lukáš Vlček       | 8. října 2024      | úřadující          | 135            | STAN                           |                     | Fiala        |